# Forsvarets Bygningstjeneste
Forsvarets Bygningstjeneste (FBT) var en enhed i det danske forsvar, der stod for administrationen og opførelsen af Forsvarets bygninger. Den var dannet 1952 som sammenlægning af  Hærens Bygningstjeneste, Søværnets Bygningsvæsen og Kystbefæstningens Vedligeholdelsesafdeling. Bygningstjenesten kom til at indgå i Forsvarets Bygnings- og Etablissementstjeneste (FBE) pr 1. januar 2007, idet den kom til at udgøre grundstammen i Byggedivisionen.

## Ledelse
Denne liste er ufuldstændig; hjælp gerne med at udfylde den.
- 1952-1979: Palle Bolten Jagd
- 1979-1985: ?Feldt Jensen
- 1985-2005: Bent Frank
- 2005-2006: ?